# Bernarda Bryson Shahn

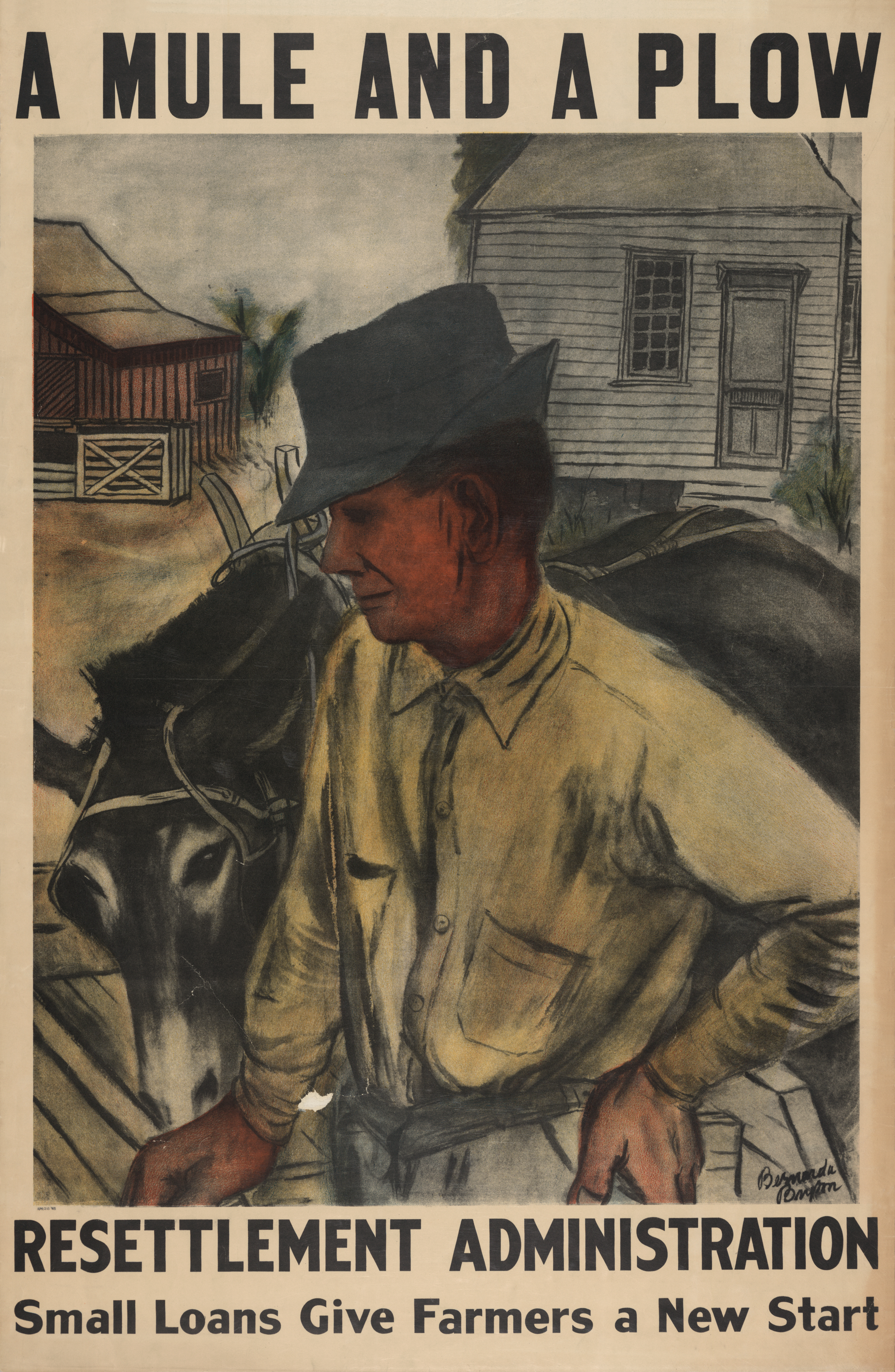
Resettlement Administration poster por Bernarda Bryson Shahn (c. 1936)

Bernarda Bryson Shahn ( * 9 de marzo de 1903 - † 13 de diciembre de 2004) fue una pintora y litógrafa estadounidense, viuda del renombrado artista Ben Shahn, quien escribió e ilustró libros para niños incluyendo "The Zoo of Zeus" y "Gilgamesh".
Conoció a su futuro marido durante un viaje a Nueva York en 1932. Ambos trabajaron para la Administración de Restablecimiento de la Era de la Depresión, más tarde parte de la Farm Security Administration. Continuó pintando a través de su vida, y recibió objetos de galería expuestos desde el tiempo en que su marido falleció en 1969, a sus 90s. Murió en Monmouth County, Nueva Jersey a la edad de 101 años. 